# 碲化銣
碲化銣是一種無機化合物，由銣和碲組成，屬於氫碲酸鹽，其化學式為Rb2Te。合成碲化銣很困難，因為他是不穩定的物質（Stöwe）。

## 制備
碲化銣是利用液氨作為溶劑，將銣和碲發生反應即可制得，它是一種黃綠色粉末，熔點在775° C（880°C或作為兩個不同的值報告）。

## 成本
碲化銣的成本很高，因此是非常罕見的化合物。 Pfaltz和Bauer曾銷售銷售每克碲化銣的價格可高達760美元（2010年）。

## 用途
碲化銣可用作太空中紫外線探測器。